# Ianiropsis longipes
Ianiropsis longipes är en kräftdjursart som beskrevs av Sivertsen och Lipke Bijdeley Holthuis 1980. Ianiropsis longipes ingår i släktet Ianiropsis och familjen Janiridae. Inga underarter finns listade i Catalogue of Life.